# August Lösch
August Lösch, född 15 oktober 1906 i Öhringen, död 30 maj 1945, var en tysk nationalekonom. Han genomförde betydelsefulla insatser inom lokaliseringsteori och räknas som en av grundarna till regionforskningen.
I sin ungdom bodde Lösch i Heidenheim där han tog studentexamen 1925. Han började studera nationalekonomi, filosofi och historia i Tübingen 1927 och fortsatte sina studier i Freiburg, Kiel och Bonn, varefter han tog examen som diplomekonom i Freiburg 1932. Han tog därefter doktorsgrad i Bonn 1933. Löschen var främst influerad av nationalekonomerna Walter Eucken, Joseph Schumpeter och Arthur Spiethoff.
1933-1934 genomförde Lösch empiriska studier av den långsiktiga utvecklingen av befolkningen och arbetskraften. Han upptäckte vågor i befolkningsutvecklingen med en längd motsvarande generationer och analyserade sammanhanget mellan befolkning, arbetskraft och ekonomisk utveckling. Han habiliterade (Dr. habil.) på dessa forskningsarbeten.
Från 1934 till 1939 genomförde han omfattande forskning inom lokaliseringsteori, bland annat genom att genomföra långa resor i USA. Detta ledde till boken Die räumliche Ordnung der Wirtschaft (1940; utgavs 1954 i engelsk översättning som The Economics of Location). Boken utvecklade en systematisk lokaliseringsteori, en ny internationell handelsteori och den första uttömmande analysen av ekonomiska områdens karaktär. Inom lokaliseringsteorin utökade han Walter Christallers centralortsteori (som fanns i en bok publicerad 1933) genom att studera lokalisering utgående från de mindre delarna (enskilda gårdar) snarare än utgående från centralorten. På detta sätt härledde han matematiskt flera olika centralortssystem, inklusive de tre som Christaller beskrivit.
1940 började Lösch som biträdande forskare vid Institut für Weltwirtschaft i Kiel och 1941 utsågs han till seniorforskare. Trots att hans forskningsinsatser blev mycket uppmärksammade kunde han inte bli professor eftersom han inte var intresserad av att gå med i Nazistpartiet. Han stannade vid institutet till sin förtida död i scharlakansfeber 1945.
Lösch presenterade 1944 en lokaliseringsteori som bygger på att företag strävar efter maximal vinst. I sin teori tar han hänsyn till både priset på en vara och vad det kostar att framställa den. På så sätt kan flera platser vara likvärdiga. Ett område med lägre pris på en vara kan till exempel vara likvärdigt med ett område med högre pris på samma vara, förutsatt att skillnaden i pris motsvaras av en lika stor skillnad i tillverkningskostnaden. Lösch betonar samtidigt att det inte är nödvändigt att lokalisera ett företag till den eller de platser där vinsten är som störst. Det kan räcka med att produktionen ger vinst. 